# Svoo
Svoo est une île norvégienne du comté de Hordaland appartenant administrativement à Bømlo.

## Description
Rocheuse et désertique, à fleur d'eau, elle s'étend sur environ 64 m de longueur pour une largeur approximative de 34 m. 